# The Krankies

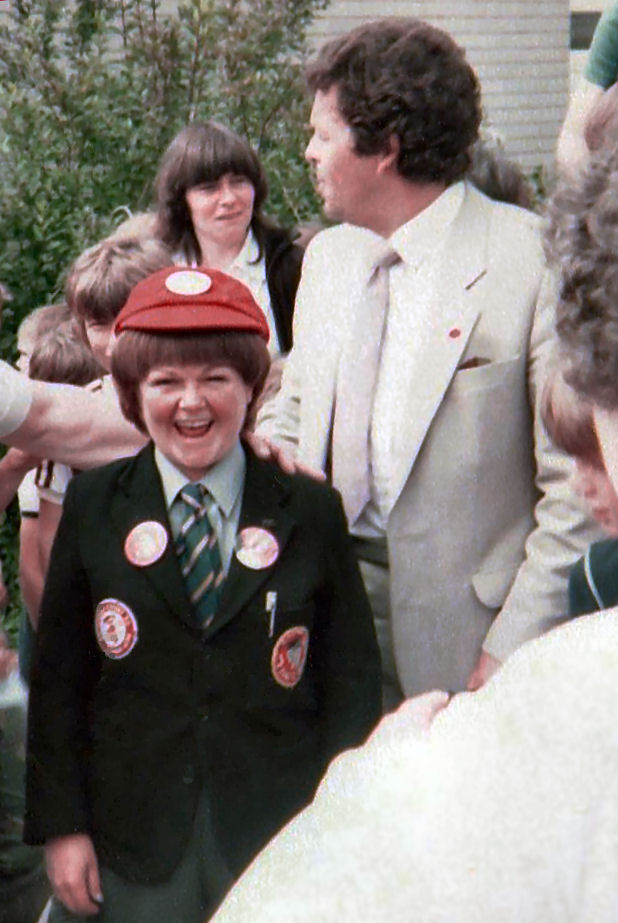
The Krankies zu Besuch an einer Grundschule in Thornton (Lancashire), zu Anfang der 1980er Jahre

The Krankies nennt sich ein schottisches Comedyduo, welches seine größten Erfolge auf der Bühne in den 1970er Jahren und im Fernsehen in den 1980er Jahren hatte.

## Biografie
Das Duo besteht aus den Eheleuten Janette und Ian Tough. Janette wurde am 16. Mai 1947 in Queenzieburn im schottischen North Lanarkshire geboren; Ian wurde am 26. März 1947 in Clydebank, Dunbartonshire, ebenfalls in Schottland, geboren. Sie begegneten sich 1967 in einem Glasgower Theater, als Janette hier einen Tanzauftritt hatte. Ian war der Hauselektriker und neckte sie stets mit Süßigkeitswürfen. Ihre drei Jahre später geschlossene Ehe blieb kinderlos.

## Karriere
The Krankies begannen als Comedy-Duo mit der Darstellung verschiedenster Charaktere. Ihren Durchbruch hatten sie 1978 bei einem Auftritt in der Varieté-Show Royal Variety Performance.
Im Fernsehen hatten sie auch eigene Shows und brachten zudem Schallplatten heraus. Seitdem erscheinen sie regelmäßig in der englischen Pantomime. Als Krankies stellen sie die Kunstfiguren Wee Jimmy Krankie und Ian Krankie dar.
Wee Jimmy Krankie ist ein Schüler und wird durch die kleinwüchsige Janette mit ihren 1,35 m Körpergröße dargestellt, welche hierbei eine britische Schuluniform nebst dazugehöriger Kappe trägt. Ian spielt die väterliche Figur Ian Krankie. Jedoch auch andere Charaktere werden von ihnen auf die Bühne und vor die Kamera gebracht. Zu Anfang der 1990er Jahre erschien das Duo in einigen Folgen der BBC Comedy-Serie French & Saunders. Eine bekannte Phrase von Wee Jimmy Krankie war der Ausruf „Fandabidozi!“ (eine verballhornte Form des italienischen „fantastico!“).
„Krankie“ ist eine selbstentworfene Umschreibung des Slangworts „Crank“. „Wee“ ist das englische Wort für „winzig“.

### Fernsehen
Während der 1980er Jahre erhielten sie Rollen in mehreren Fernsehshows, darunter zwischen 1980 und 1982 in der Kindersendung Crackerjack des BBC. Spätere Auftritte im Kinderfernsehen firmierten unter den Namen The Krankies Klub (1983–84), The Joke Machine (1985), The Krankies Elektronik Komik (1985–87) und K.T.V (1989–92).

### Musik
Zwischen 1975 und 1984 veröffentlichten The Krankies eine Reihe von Popschallplatten und ein Musikalbum. Die Single Fan–Dabi–Dozi stieg im Februar 1981 auf Platz 46 in den UK Singles Chart
Janette erschien 2007 in ihrer Paraderolle als Wee Jimmy Krankie in dem Musikvideo für das Lied I’m Gonna Be (500 Miles), welches anlässlich der diesjährigen Veranstaltung des Comic Relief neu eingespielt wurde. Mit ihr traten, neben vielen anderen britischen Comedy-Stars, die eigentlichen Liedinterpreten The Proclaimers sowie die Komiker Peter Kay und Matt Lucas auf.

### Spätere Erfolge
Das Paar hatte wiederkehrende Auftritte in der Comedy-Serie French & Saunders. Dort parodierten sie berühmte Kinorollen, wie etwa Janette als Anadin Skywalker in einer satirischen Aufbereitung von Star Wars: Episode I – Die dunkle Bedrohung. Zuletzt traten sie hier im Christmas Special von 2005 auf, in welchen sie satirische Theaterankündigungen der Filme Die Reifeprüfung und Chicago präsentierten. Sie traten auch in der Folge Book Clubbin der Comedyserie Absolutely Fabulous (Erstausstrahlung am 24. Oktober 2003) auf, wo sie eine Hebamme und ein „Albtraum-Baby“ spielten.
2003 wurde die Kunstfigur „Wee Jimmy Krankie“ von den Lesern des Glasgow Herald als „The Most Scottish Person in the World“ gewählt.
2004 stürzte Janette während eines Auftritts in der Theateraufführung (englische Pantomime) Jack and the Beanstalk, erholte sich aber kurze Zeit später wieder.
2008 wirkten sie im schottischen Fernsehen in einem Werbespot für Bingo mit, wo sie als überdimensionierte Lotteriekugeln auftraten.
Am 12. Juni 2008 waren sie Gäste bei der Paul O’Grady Show, wo sie zunächst ihre bekannte Paraderolle spielten und später in der Sendung als sie selbst begrüßt wurden. Sie stellten hierbei eine Tournee vor, die sie zusammen mit anderen Alt-Stars durchführen wollten. Unter anderen mit Frank Carson, Brotherhood of Man und dem irischen Komiker Jimmy Cricket, allesamt Künstler, welche ihre größten Erfolge ebenfalls in den 1970ern und 1980ern hatten.
Am 14. Dezember 2009 erschienen die Krankies erneut bei der Paul O’Grady Show für eine Sondersendung zum Thema Dornröschen (Sleeping Beauty), in dem Janette eine Prostituierte spielte und Ian ein unkontrolliertes Kamel. Am 25. Februar 2010 traten sie bei dem Talkformat Loose Women auf (siehe hierzu den deutschen Ableger Frauenzimmer).
Während der Theatersaison 2010 hatten sie im SECC an der Seite von John Barrowman ein Comeback in der schottischen Pantomime. Sie erschienen einmal als Polizisten, dann parodierte Janette die Newcomerin Susan Boyle und Lady Gaga, trat aber auch in ihrer berühmten Paraderolle als Wee Jimmy Krankie auf. Dies wiederholten sie in der Spielzeit 2011 und wurden so etwas wie Veteranen des SECC. Nach vier Jahren kündigte Barrowman an, dass er nicht wieder dort auftreten werde. So sprang David Hasselhoff ein. 2016 jedoch begleitete Barrowman die Krankies wieder im Birmingham Hippodrome und 2017 am Manchester Opera House.
Am 24. Dezember 2015 nahmen die Krankies an der Quizsendung Pointless von BBC One teil.
Im August 2018 sah man das Paar in der dritten Staffel der BBC–Reisedokumentation The Real Marigold Hotel (inspiriert durch die Filmkomödie Best Exotic Marigold Hotel), in welcher Altstars eine Rundreise durch Indien unternehmen und dabei von der Kamera begleitet werden.
Am 29. Juni 2019 traten sie in der dritten Staffel der Comedy-Show Harry Hill’s Alien Fun Capsule (ITV) auf.

### Sonstiges
Im Dezember des Jahres 2011, anlässlich eines Auftritts in BBC Radio Scotland in einer Sendung namens Stark Talk, gab Ian Tough intime Details zum Sexleben des Ehepaares preis. So wäre dieses während der Zeit ihrer größten Erfolge recht „vielfarbig“ gewesen, inklusive Begegnungen in der Swinger-Szene. So erzählte er auch die Geschichte eines amourösen Vorfalls, bei dem das Paar in einem kleinen Boot fast vom Kurs nach Frankreich abgekommen wäre.
Im Dezember 2015 entzündete sich an dem Film Absolutely Fabulous: Der Film eine Rassismusdebatte, als bekannt wurde, dass Janette Tough die männliche japanische Figur des Huki Muki spielen würde. Die amerikanisch-koreanische Komikerin Margaret Cho beschuldigte Janette Tough des „Yellowfacing“ und beschrieb diesen Begriff als: „wenn Weiße Asiaten darstellen. Und genau das passiert in dem Film“. Nach der Veröffentlichung stellte sich dieser Charakter jedoch als eher schottisch heraus. Die Drehbuchautorin Jennifer Saunders erklärte dazu: „Der ganze Film kreist um Personen, die etwas sind, was sie nicht sind; Huki Muki ist eine Marke; sie ist die Designerin, sieht auch etwas japanisch aus, aber in dem Moment, als sie ihren Mund öffnet, erkennt man, dass sie aus Glasgow stammt. Und es gibt auch kein gelbes Make Up …“